# Hellmuth Karasek

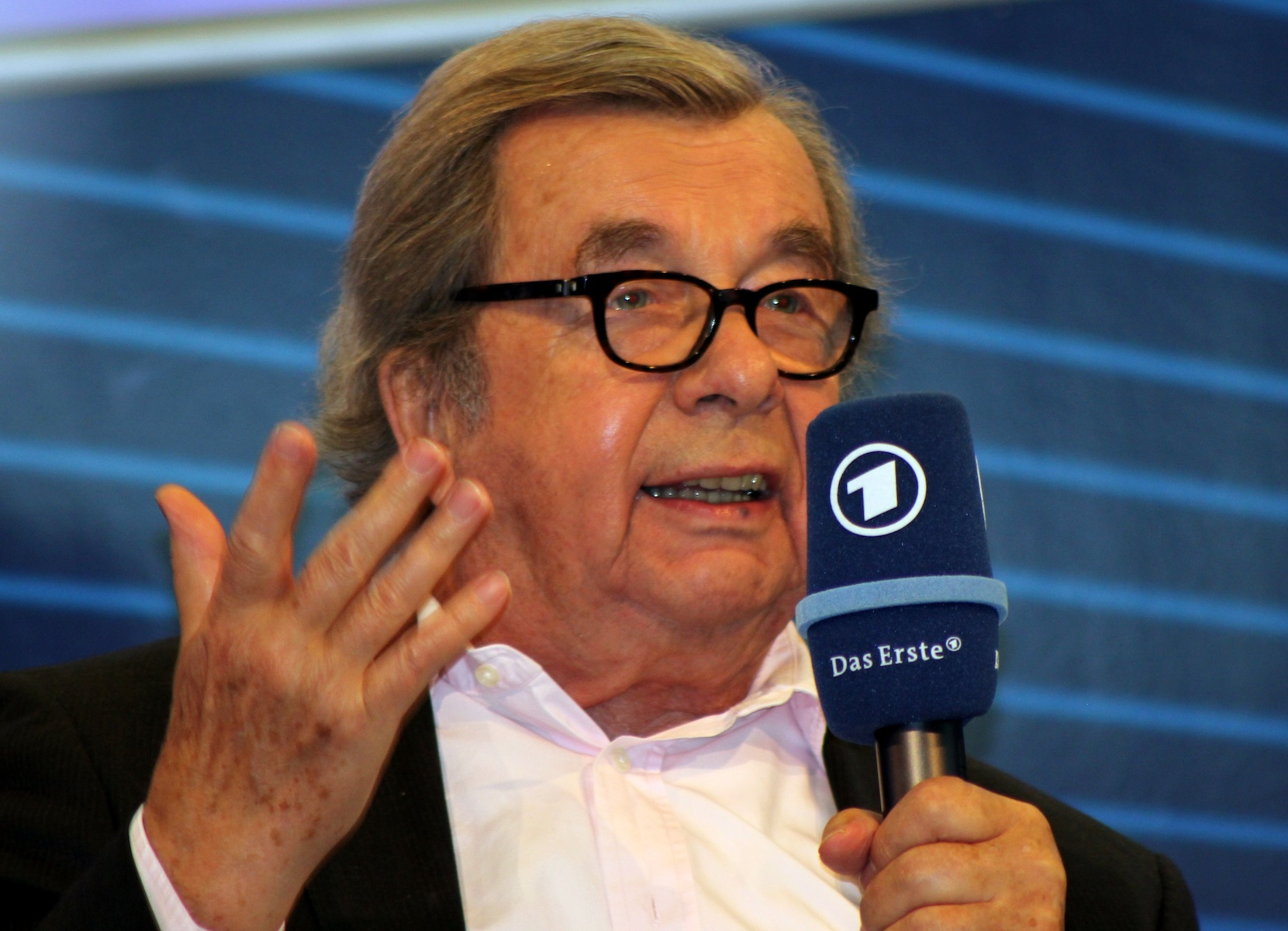
Hellmuth Karasek auf der Frankfurter Buchmesse (2013)

Hellmuth Karasek (* 4. Januar 1934 in Brünn, Tschechoslowakei; † 29. September 2015 in Hamburg) war ein deutscher Journalist, Buchautor, Film- und Literaturkritiker und Professor für Theaterwissenschaft. Er schrieb auch drei Theaterstücke unter dem Pseudonym Daniel Doppler. Einem breiten Publikum wurde er als Teilnehmer der im ZDF ausgestrahlten Fernsehsendung Das Literarische Quartett bekannt.

## Leben
Hellmuth Karasek wurde als Sohn des gelernten Tischlers Walter Karasek und dessen Frau Sylvia, geb. Buttinger, in Brünn geboren. Von 1939 bis 1943 besuchte er die Volksschule in Wien und Bielitz, wo er den Großteil seiner frühen Kindheit verbrachte und sein Vater als Kreisorganisationsleiter der NSDAP tätig war. Karasek war Mitglied der Hitlerjugend und besuchte von Sommer bis Jahresende 1944 die Nationalpolitische Erziehungsanstalt (Napola) in Loben. Seine Eltern waren Sympathisanten des NS-Regimes; später sagte er: „Mit der Ideologie hatte ich nichts am Hut, aber ich war so unsportlich und ein Mamasöhnchen, sodass ich in der Napola dann gnadenlos geschliffen wurde.“ 1944 floh die Familie vor der Roten Armee über Leutmannsdorf in Niederschlesien, Stollberg im Erzgebirge und Neuoelsnitz nach Bernburg an der Saale.
Seiner Zeit von 1948 bis 1952 an der Karl-Marx-Oberschule in Bernburg (heute wieder Gymnasium Carolinum) setzte er in seinem Buch Auf der Flucht als Zeitdokument ein literarisches Denkmal. Hierin schildert er insbesondere zeittypische Erlebnisse in der politisch schwierigen Zeit des Stalinismus mit seinen Lehrern Martin („Mope“) Kersten, Edgar Kämpfe, Gertrud Mehlhose und Walter Kühlhorn. Nach dem Abitur 1952, das Karasek als bester Schüler absolvierte, verließ die Familie die DDR und zog nach Würzburg. Über Kindheit und Jugend äußerte sich Karasek gegenüber der Deutschen Presse-Agentur wie folgt: „Ich habe in zwei Diktaturen gelebt. Die erste habe ich gemocht und erst später gemerkt, dass das ein Schweineregime war. Die zweite habe ich von Anfang an gehasst.“
Vom Wintersemester 1952/53 an studierte Karasek Germanistik, Geschichtswissenschaft, Anglistik und Politikwissenschaft an der Universität Tübingen. Im Januar 1958 wurde er dort bei Friedrich Beißner mit einer Arbeit über Das sogenannte „schmückende“ Beiwort promoviert (Zweitgutachter war Kurt Herbert Halbach). Nach der Promotion besuchte Karasek das Werner-Friedmann-Institut in München, eine Journalistenschule des Süddeutschen Verlages. Von 1959 an unterrichtete er Deutsch an Außenstellen des Goethe-Instituts in Brilon im Sauerland und Ebersberg. Im Oktober zog er nach Stuttgart.
Karasek begann seine journalistische Laufbahn bei der Stuttgarter Zeitung. Danach war er ein Jahr lang Chefdramaturg am Württembergischen Staatstheater Stuttgart und ab 1967 Literatur- und Theaterkritiker bei der Zeit. Von 1974 bis 1996 leitete er beim Spiegel das Kulturressort, wo er auch die Nennung von Autorennamen einführte. Nach seinem Bruch mit dem Spiegel aufgrund eines Nichtabdrucks seiner Kritik zum Film Rossini verarbeitete er 1998 in Das Magazin seine Erfahrung in einem Schlüsselroman.
Nach der Tätigkeit beim Spiegel war er von Januar 1997 bis Ende September 2004 Mitherausgeber desTagesspiegel. Karasek arbeitete daraufhin unter anderem für  Die Welt, Welt am Sonntag und Berliner Morgenpost der Axel Springer SE.
Karasek war auch häufig in verschiedenen Fernsehsendungen zu sehen. Von 1988 bis 2001 war er ständiger Teilnehmer der ZDF-Sendung Das Literarische Quartett, die unter der Leitung von Marcel Reich-Ranicki stand.
Weiter wirkte Karasek an Ausgaben der RTL-Show Die 5-Millionen-SKL-Show als prominenter Pate der Kandidaten mit. Über seine häufig auch kritisierte Fernsehtätigkeit sagte Karasek selbst, er könne an seinen Fernsehauftritten nichts Ehrenrühriges sehen und dass ihn das Fernsehen am meisten geprägt habe; außerdem stellte er fest, dass „eine gute Pointe besser als eine schlechte Welt“ sei. Die Frankfurter Allgemeine Zeitung nannte ihn 2004 diesbezüglich einen „publizistisch schillernden Turbokarpfen im Teich der grauen Hechte“.

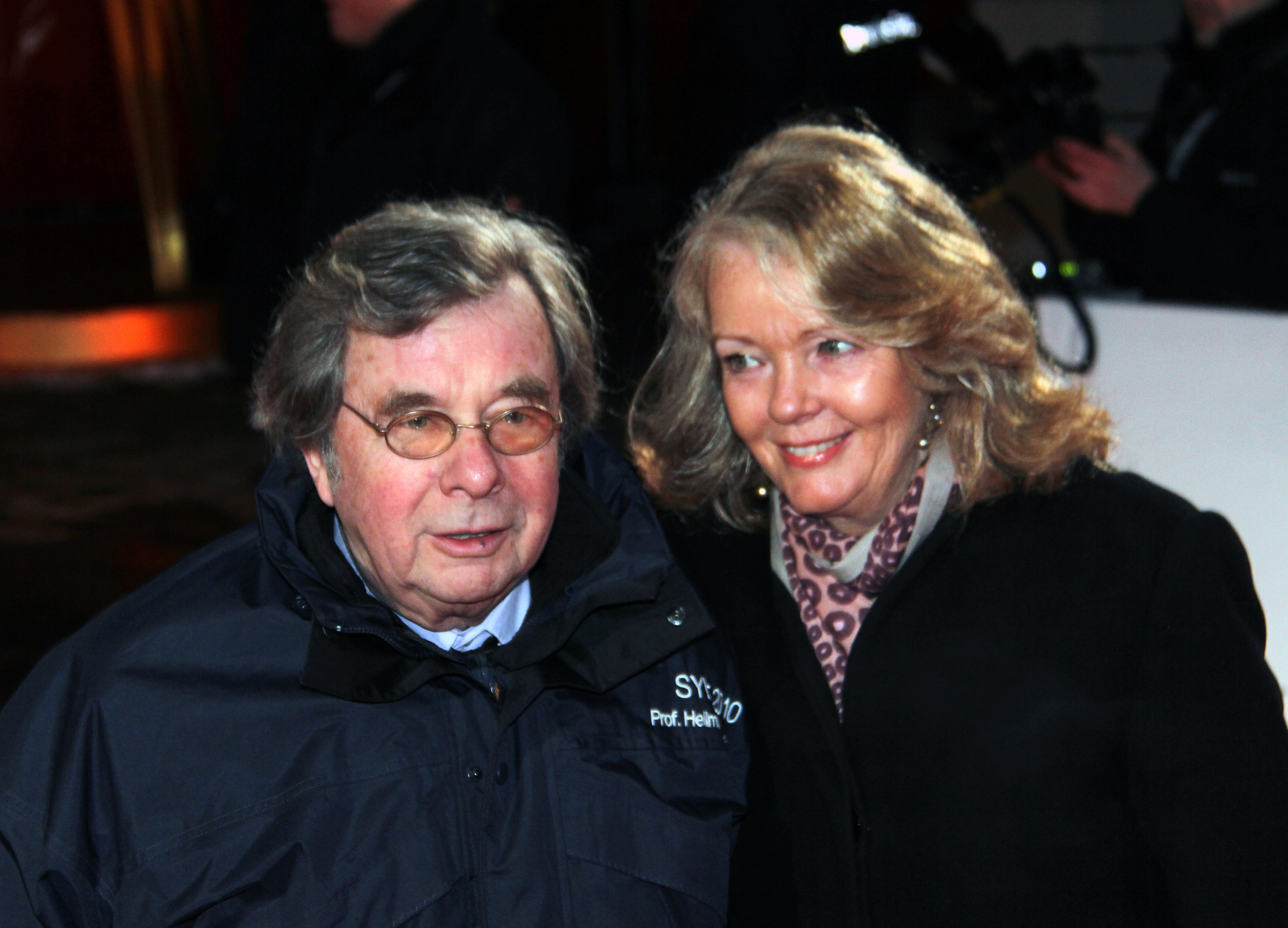
Hellmuth Karasek und seine Frau Armgard Seegers (2012)

1992 wurde Karasek Honorarprofessor am theaterwissenschaftlichen Institut der Universität Hamburg. Außerdem war er Unterstützer des Zentrums gegen Vertreibungen.
Im August 2015 publizierte er auf YouTube einen Werbespot für den Ikea-Katalog in Form einer ironisch gemeinten Buchrezension.

## Privatleben
Seine erste Frau, die aus Venezuela stammende Musikstudentin Marvela Ines Mejia-Perez, hatte Karasek 1959 in Ebersberg geheiratet. Der Ehe entstammten der Theaterregisseur und Intendant Daniel Karasek sowie der Journalist und Schriftsteller Manuel Karasek. In zweiter Ehe war Karasek ab 1982 mit Armgard Seegers (* 1953) verheiratet; mit ihr hatte er zwei weitere Kinder, die Anwältin, Schriftstellerin und Moderatorin Laura Karasek (* 1982) und den Fernsehjournalisten Niko Karasek (* 1985). Sein jüngerer Bruder war der Schriftsteller Horst Karasek. Karasek war zudem der Onkel von Thomas Mars, Leadsänger der französischen Indie-Pop-Band Phoenix und Ehemann der Regisseurin Sofia Coppola.

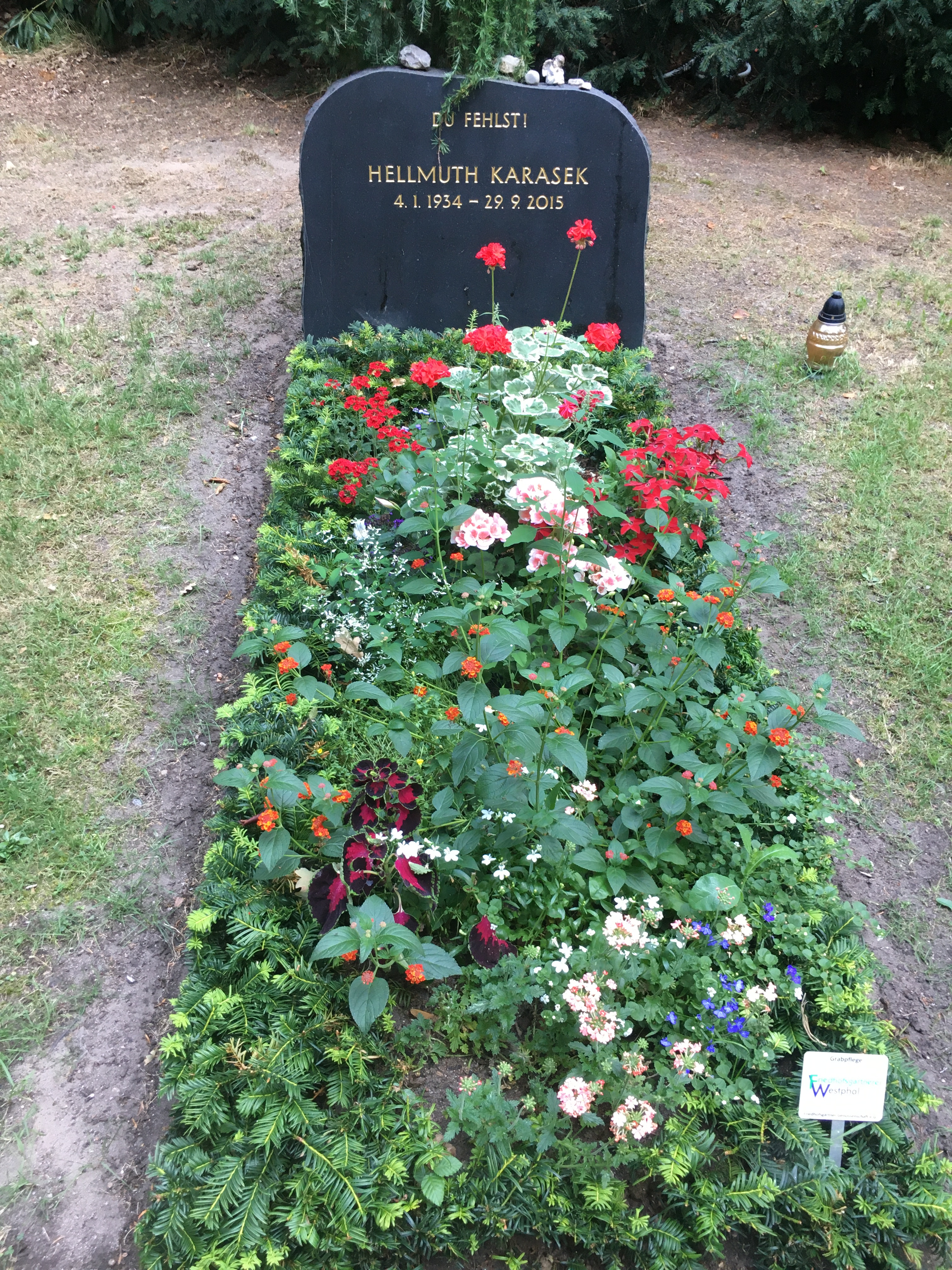
Grab von Hellmuth Karasek auf dem Friedhof Ohlsdorf

Hellmuth Karasek lebte zuletzt in  Hamburg-Harvestehude.
Mit 81 Jahren erlag er einem Gallengangskarzinom.  Er wurde auf dem  Friedhof Ohlsdorf in Hamburg  bestattet.

## Mitgliedschaften
- PEN-Zentrum Deutschland
- Freie Akademie der Künste in Hamburg

## Veröffentlichungen

### Bücher
- Das sogenannte „schmückende“ Beiwort. Beiträge zu einer neuhochdeutschen Poetik. (Tübingen, Univ., Diss., 1958).
- Carl Sternheim. Friedrich (Dramatiker des Welttheaters 4), Velber bei Hannover 1965, Taschenbuchausgabe bei dtv, München 1982, ISBN 3-423-06804-3.
- Max Frisch. Friedrich (Dramatiker des Welttheaters 17), Velber bei Hannover 1966, Taschenbuchauflage bei dtv, München 1984, ISBN 3-423-06817-5.
- Deutschland deine Dichter. Die Federhalter der Nation. Hoffmann und Campe, Hamburg 1970, ISBN 3-455-03705-4.
- Bertolt Brecht. Der jüngste Fall eines Theaterklassikers. Kindler, München 1978, Neuauflage 1982, ISBN 3-463-00710-X.
- Karaseks Kulturkritik. Literatur, Film, Theater. Rasch und Röhring, Hamburg 1988, Neuauflage 1991, ISBN 3-89136-184-X.
- Billy Wilder. Eine Nahaufnahme. Hoffmann und Campe, Hamburg 1992, aktualisierte und erweiterte Neuauflage ebd. 2006, ISBN 3-455-09553-4.
- Mein Kino. Die 100 schönsten Filme. Hoffmann und Campe, Hamburg 1994, ISBN 3-455-08564-4.
- Go West! Eine Biographie der fünfziger Jahre. Hoffmann und Campe, Hamburg 1996, ISBN 3-455-08563-6.
- Hand in Handy. Hoffmann und Campe, Hamburg 1997, ISBN 3-455-11221-8.
- Das Magazin. Roman. Rowohlt, Reinbek bei Hamburg 1998, ISBN 3-498-03498-7.
- Mit Kanonen auf Spatzen. Geschichten zum Beginn der Woche. Kiepenheuer und Witsch (KiWi 568), Köln 2000, ISBN 3-462-02904-5.
- Betrug. Roman. Ullstein, Berlin 2001, ISBN 3-89834-025-2.
- Karambolagen. Begegnungen mit Zeitgenossen. Ullstein, Berlin 2002, Taschenbuchausgabe ebd. 2004, ISBN 3-548-36494-2.
- Freuds Couch & Hempels Sofa. Das Buch der Vergleiche. Kiepenheuer und Witsch (KiWi 850), Köln 2004, ISBN 3-462-03433-2.
- Auf der Flucht. Erinnerungen. Ullstein, Berlin 2004; Taschenbuchausgabe ebd. 2006, ISBN 3-548-36817-4.
- Süßer Vogel Jugend oder Der Abend wirft längere Schatten. Hoffmann und Campe, Hamburg 2006, ISBN 3-455-40016-7.
- Vom Küssen der Kröten und andere Zwischenfälle. Hoffmann und Campe, Hamburg 2008, ISBN 978-3-455-40107-3.
- Ihr tausendfaches Weh und Ach. Was Männer von Frauen wollen. Hoffmann und Campe, Hamburg 2009, ISBN 978-3-455-40193-6.
- Im Paradies gibt’s keine roten Ampeln. Hoffmann und Campe, Hamburg 2011, ISBN 978-3-455-50205-3.
- Soll das ein Witz sein? Humor ist, wenn man trotzdem lacht. Quadriga, Berlin 2011, ISBN 978-3-86995-015-0. (Mit einem Vorwort von Eckart von Hirschhausen)
- Auf Reisen. Wie ich mir Deutschland erlesen habe. Hoffmann und Campe, Hamburg 2013, ISBN 978-3-455-50286-2.
- Frauen sind auch nur Männer. Hoffmann und Campe, Hamburg 2013, ISBN 978-3-455-50287-9.
- Das find ich aber gar nicht komisch! Geschichte in Witzen und Geschichten über Witze. Quadriga, Köln 2015. ISBN 978-3-86995-075-4.

### Hörbücher
- Hellmuth Karasek liest „Hand in Handy“. Gekürzte Hörfassung. Tonkassette. Hoffmann und Campe, Hamburg 1999, ISBN 3-455-30180-0.
- Betrug. Gelesen von Matthias Fuchs. Gekürzte Hörfassung. Ullstein, München 2001, ISBN 3-550-09042-0 (4 Audio-CDs) / ISBN 3-550-09542-2 (4 Tonkassetten).
- Loriot und Gregor von Rezzori. Zwei Gespräche mit Hellmuth Karasek. Audio-CD. Audiobuch, Freiburg im Breisgau 2006, ISBN 3-89964-164-7.
- Billy Wilder – ein Leben (u. a. mit Andreas Fröhlich und Felix von Manteuffel). Audio-CD. Argon, Berlin 2007, ISBN 978-3-86610-251-4.
- Süßer Vogel Jugend oder Der Abend wirft längere Schatten. 2 Audio-CDs. Hoffmann und Campe, Hamburg 2007, ISBN 978-3-455-30523-4.
- Vom Küssen der Kröten und andere Zwischenfälle. Audio-CD. Hoffmann und Campe, Hamburg 2008, ISBN 978-3-455-30587-6.
- Ist das ein Witz? Kommt ein Literaturkritiker zum Arzt…; zwei Humorexperten teilen ihre Lieblingswitze und Hintergedanken. Live aus der Bar Jeder Vernunft in Berlin. Eckart von Hirschhausen mit Hellmuth Karasek, Hörverlag, München 2011, ISBN 978-3-86717-864-8 (1 Audio-CD, 66 Minuten).
- Auf Reisen: Wie ich mir Deutschland erlesen habe. Hoffmann und Campe, Hamburg 2013, ISBN 978-3-455-30762-7 (Audio-CD).

### Herausgeber

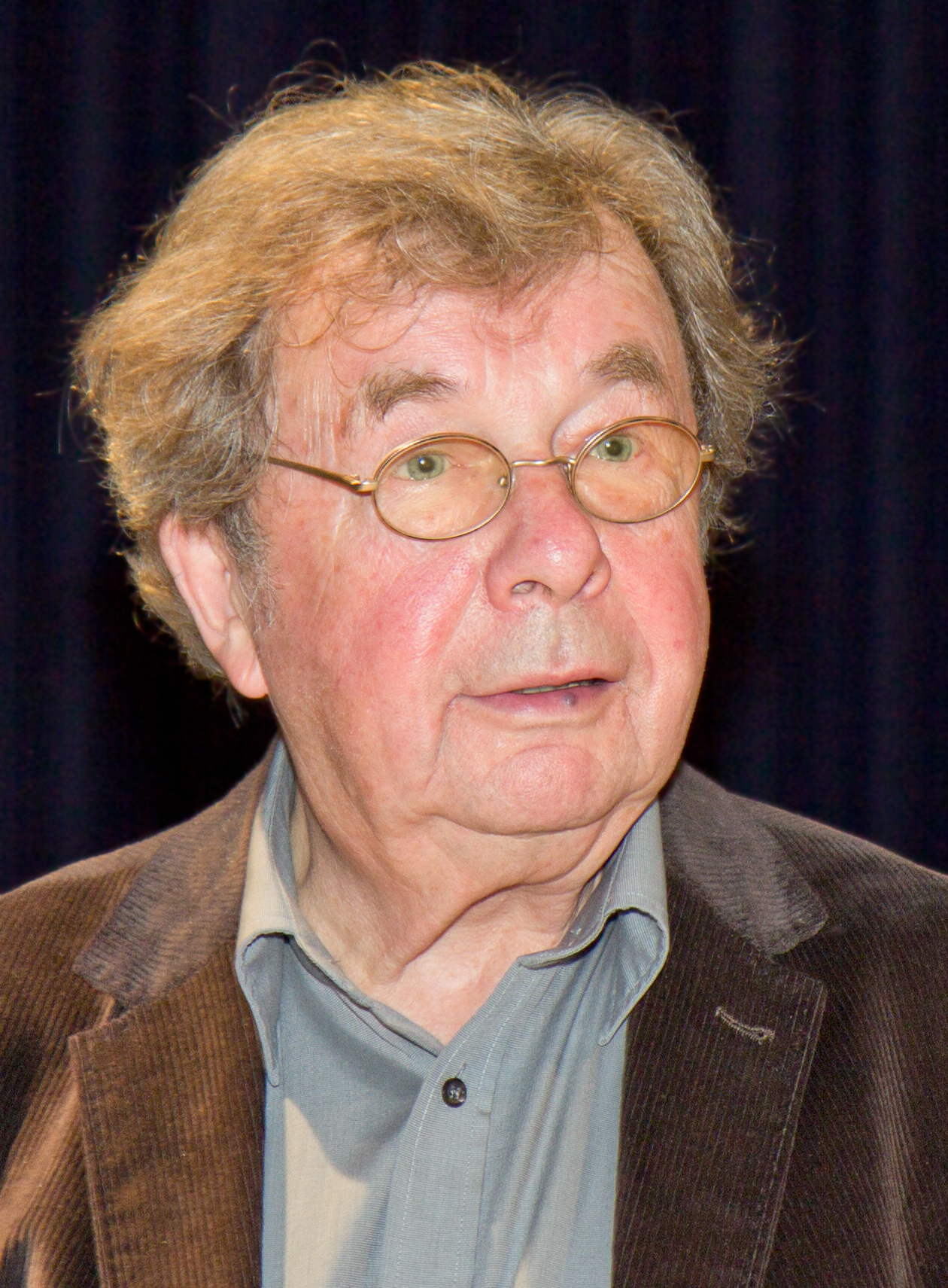
Hellmuth Karasek (2011)

- Briefe bewegen die Welt (7 Bände). teNeues, Kempten 2010 ff., ISBN 978-3-8327-9415-6 (Inhaltsverzeichnis Band 1).

### Übersetzer
- Raymond Chandler: Die Tote im See, Diogenes Verlag 1980

## Auszeichnungen
- Theodor-Wolff-Preis (1974)
- Bayerischer Fernsehpreis (1991)
- Großes Bundesverdienstkreuz (5. Oktober 1994)[23]
- Elbschwanenorden (2012)